# Kraemeria galatheaensis
Kraemeria galatheaensis är en fiskart som beskrevs av Rofen, 1958. Kraemeria galatheaensis ingår i släktet Kraemeria och familjen Kraemeriidae. Inga underarter finns listade i Catalogue of Life.